# Малая Ихнеяга

Ма́лая Ихнеяга — река в Александровском районе Томской области России. Устье реки находится в 67 км по правому берегу реки Вартовская. Длина реки составляет 46 км. Начинается в болоте Сигайкуй.

## Данные водного реестра
По данным государственного водного реестра России относится к Верхнеобскому бассейновому округу, водохозяйственный участок реки — Обь, от впадения реки Васюган до впадения реки Вах, речной подбассейн реки — Васюган. Речной бассейн реки — (Верхняя) Обь до впадения Иртыша.